# Агапов, Сергей Сергеевич
Серге́й Серге́евич Ага́пов (17 июля 1926, д. Писарево, Коломенского уезда — 27 июля 2005) — передовик советской строительной промышленности, советский машинист экскаватора, работник Щуровского комбината стройдеталей, Герой Социалистического Труда (1981).

## Биография
Родился 17 июля 1926 года в деревне Писарево, Коломенского уезда Московской губернии.
С пятнадцати лет начал трудовую деятельность в колхозе. В ноябре 1943 года был призван в ряды Советской Армии. В городе Горький, в 5-м отдельном запасном полку связи выучился на радиотелеграфиста и ему было присвоено звание сержант. Был  направлен служить в 1-ю армию Войска Польского, где Сергей Агапов воевал с фашистами до последнего дня войны. В Германии был ранен осколком в правое бедро, почти полгода провёл в Варшавском госпитале и был демобилизован.
Приехал домой инвалидом 2-й группы, с двумя боевыми медалями — советской «За победу над Германией в Великой Отечественной войне 1941-1945 гг.» и польской «Заслуженным на поле славы». Вскоре переехал в соседнюю деревню Коростыли Коломенского района, где женился на местной девушке Клаве. Устроился работать в колхоз: был кладовщиком, работал плотником в строительной бригаде. Так работал шесть лет.
В 1952 году в шести километрах от Коростылей у деревни Орехово открыли карьер по добыче камня для нужд строителей района. Агапов устроился туда бутоломом. Затем ему предложили пойти помощником к одному из машинистов экскаватора. С 1 сентября по 1 декабря 1960 года прошёл курс индивидуального обучения и сдал экзамены. Постановлением квалификационной комиссии ему была присвоена специальность машиниста экскаватора 4-го разряда.
До конца своей трудовой деятельности проработал экскаваторщиком и получил высшую степень трудового отличия — Золотую Звезду Героя.

## Награды
- года Указом Президиум Верховного Совета СССР от 19 марта 1981  машинисту экскаватора Щуровского комбината стройдеталей Главмособлстройматериалов Сергею Сергеевичу Агапову за выдающиеся успехи, достигнутые в выполнении заданий десятой пятилетки и социалистических обязательств присвоено звание Героя Социалистического Труда с вручением ордена Ленина и золотой медали «Серп и Молот».
- Кавалер двух орденов Ленина, орденов Октябрьской Революции, Отечественной войны II степени, Красной Звезды и «Знак Почёта».
- Медали: в том числе советская «За победу над Германией в Великой Отечественной войне 1941-1945 гг.» и польская «Заслуженным на поле славы».